# بورتون كرامر
بورتون كرامر هو مصمم جرافيك كندي، ولد في 1932 في نيويورك في الولايات المتحدة.